# Archivo Metropolitano de São Paulo
El Archivo Metropolitano de San Pablo es uno de los más importantes archivos eclesiásticos de Brasil. Pertenece a la arquidiócesis de São Paulo, y está ubicado en la ciudad homónima.

## Historia
Los orígenes del Archivo Metropolitano se remontan a la creación de la Parroquia de San Pablo en 1591 y al inicio de los registros de bautismos, matrimonios, defunciones como así también procesos matrimoniales y dispensas.
El 6 de diciembre de 1745, con la bula "Candor Lucis Aeternae", se crea la diócesis de São Paulo, abarcando los actuales estados de São Paulo, Paraná y sur de Minas Gerais. A partir de entonces se produce un aumento significativo de la producción documental eclesiástica, tanto en las parroquias como en los organismos y departamentos pertenecientes a la estructura diocesana.
Después de divesrsos desmembramientos de otras diócesis y de la creación de la arquidiócesis de São Paulo, el 7 de junio de 1908, por medio de la bula "Dioecesium Nimiam Amplitudinem", Don Duarte Leopoldo e Silva, primer arzobispo metropolitano, funda el Archivo General el 1 de abril de 1918, de acuerdo a las indicaciones del Código de Derecho Canónico promulgado en 1917, con el objetivo de preservar, indexar, normalizar u permitir el acceso a los documentos a los investigadores.
Inicialmente el Archivo Metropolitano estuvo localizado en el centro de la ciudad, pero desde 1984 se instaló en un edificio más adecuado para su funcionamiento en el predio de la UNIFAI, en el barrio de Ipiranga.

## Acervo

### Libros manuscritos
- Libros de bautismos: 10 millones de registros (1640 a 2004)
- Libros de matrimonios: 5 millones de registros (1632 a 2004)
- Libros de defunciones: 300 mil registros (1686 a 2004)
- Asuntos diversos

### Procesos manuscritos
- Casamientos y dispensas matrimoniales: 300 mil procesos (1640 a 1939)
- Procesos diversos (1670 a 1936)

### Iconografía
- Fotografía: 30 mil fotografías y negativos(desde 1871)
- Video

### Mapoteca
- Planos y proyectos arquitectónicos: 3500 (desde 1893)

### Correspondencia de Obispos y Arzobispos
- Cartas: 1200 folios (1864 a 1964)

### Música
- Partituras: (siglos XVIII y XIX)

### Hemeroteca y biblioteca
- Periódicos, diarios y boletines: miles de ejemplares (desde 1899)
- Libros: 5 mil ejemplares